# Bäckaskog, Sollefteå kommun
Bäckaskog är en bebyggelse i Långsele socken i Sollefteå kommun, Västernorrlands län. SCB avgränsade här en småort från 1990 till  2023.